# とて焼

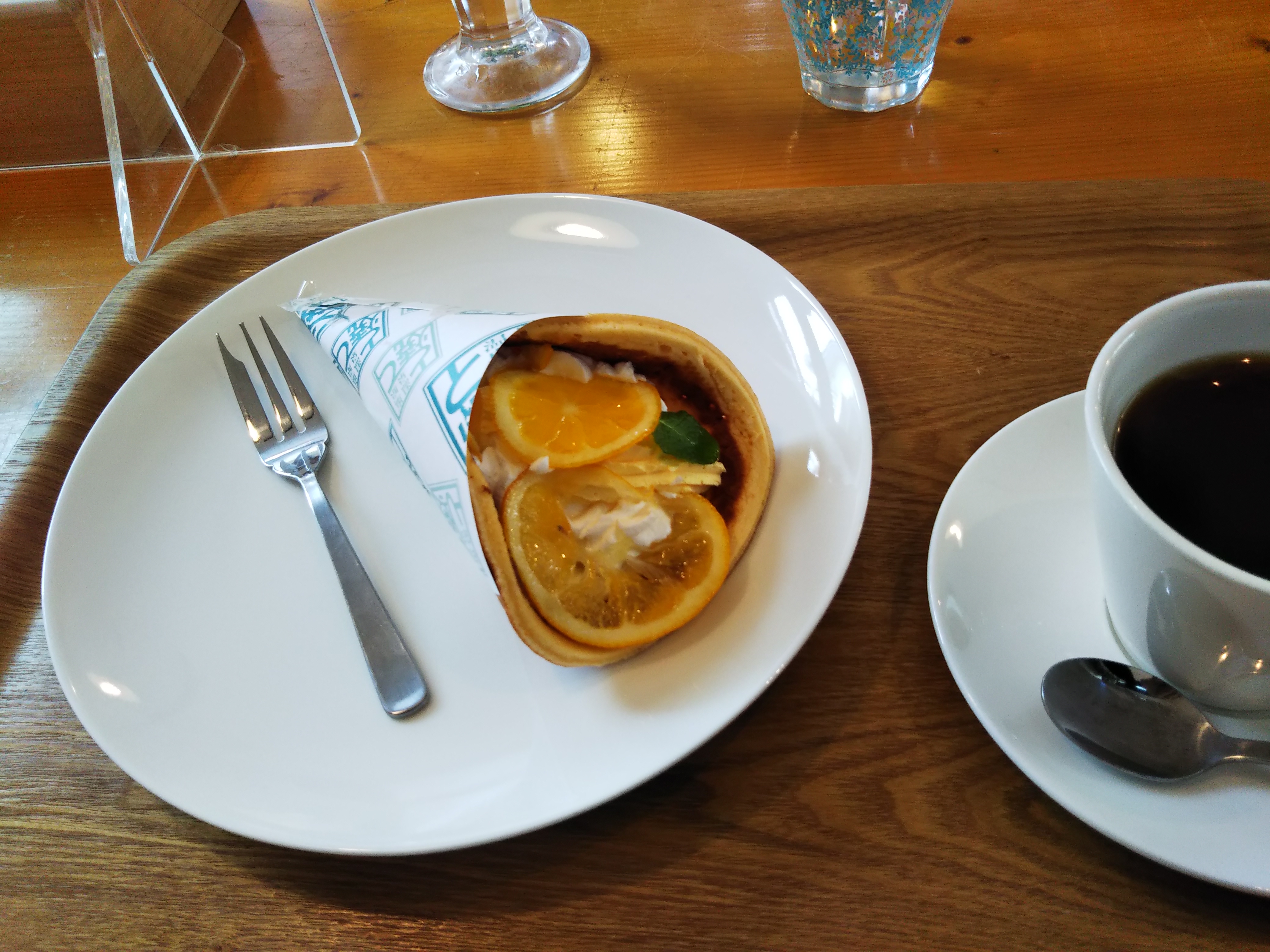
塩原の門前温泉地区のカフェで提供されている、瀬戸内レモンを使った甘味タイプの「とて焼」

とて焼（とてやき）は、栃木県那須塩原市の塩原温泉郷で販売されているご当地フード。カステラに似た生地で、店ごとに趣向を凝らした具材を巻いたものである。

## とて焼の誕生
とて焼の歴史は比較的新しく、東日本大震災で減少した観光客を呼び戻すきっかけになればとの思いから商工会で企画され、2011年10月に販売を開始した。塩原温泉郷のある饅頭店が、複数の店舗で進めた方が効果があると考え同業2社に声をかけ、「歩きながら食べられる」「地元の人も食べたくなる」「和菓子屋だけではなく、飲食店も参加できる」をコンセプトに商品開発が行われた。商品名は、温泉街を巡る「遊覧トテ馬車」から採られ、形状は馬車の警笛として使われているラッパを模した円錐形とした。生地にはシュー皮やどら焼きの生地も検討されたが、片手で持って食べられるラッパ状にしやすいことからスポンジ生地を採用した。中身は各店それぞれ内緒で考案され、2011年9月の記者発表で一斉に発表したところ、かぶることなく個性的なとて焼が誕生した。

## バリエーション
那須塩原産の牛乳と卵を使って焼き上げた円形のスポンジ状生地に、クレープのように具材を巻いて提供する。生地はクレープより厚みがあり、カステラに近い食感を持つ。観光客に塩原温泉を訪れて食べてほしいとの願いから参加店舗は塩原温泉郷内に限られ、2020年現在11店舗で食べることができる。使われる具材は、饅頭店は餡やカスタードクリーム、カフェではフルーツを使った“甘味系”。“食事系”では、割烹旅館では地元産の鶏肉を使ったつくね、蕎麦屋では舞茸天ぷら、食堂では煮込んだ豚肉や大根、メンマ、鳴門巻きを使った「中華とて」、寿司屋ではヅケにしたマグロやイクラ、地元産かんぴょう、酢飯などを使った「寿司とて」など店ごとに多彩で個性的な具材を使用している。